# Большой Амгинский
Большой Амгинский, или Чёрный Шаман — водопад в Тернейском районе Приморского края Российской Федерации.
Один из самых высоких водопадов Приморья, высота — 35 метров (по другим данным — 37 м). Находится в 40 км от посёлка Амгу, в верховьях реки Амгу, на реке Средняя Амгу. Вода пробила узкое ущелье, которое назвали Пастью Дьявола. Он окружён двухсотметровыми мрачными скалами, скрывающими солнце. Снег и лёд там держатся до середины июня.
Своё второе название — Чёрный Шаман — водопад получил благодаря огромному чёрному камню, лежащему наверху. «Чёрный Шаман» является примером нового названия рекламного характера и используется для увеличения туристической привлекательности объекта.
Выше по течению расположены ещё шесть водопадов высотой от 3 до 9 метров.